# معركة فردان
دارت معركة فردان في الفترة من 21 فبراير حتى 18 ديسمبر عام 1916 على الجبهة الغربية في فرنسا. كانت هذه المعركة الأطول في الحرب العالمية الأولى ووقعت على التلال شمال فردان سور الميز. هاجم الجيش الألماني الخامس دفاعات منطقة فردان المحصنة (RFV, Région Fortifiée de Verdun) ودفاعات الجيش الفرنسي الثاني على الضفة اليمنى (الشرقية) لنهر الميز. باستخدام تجربة معركة شمبانيا الثانية في عام 1915، خطط الألمان للاستيلاء على مرتفعات الميز، وهو موقع دفاعي ممتاز مع مراقبة جيدة لنيران المدفعية في فردان. وكان الألمان يأملون بأن يلتزم الفرنسيون باحتياطيهم الاستراتيجي لاستعادة الوضع وتكبد خسائر فادحة بتكلفة قليلة للألمان.
أخر الطقس السيئ بداية الهجوم حتى 21 فبراير لكن الألمان استولوا على حصن دومان في الأيام الثلاثة الأولى. ثم تباطأ التقدم لعدة أيام، على الرغم من وقوع العديد من الضحايا الفرنسيين. بحلول 6 مارس، تواجدت 20 فرقة فرنسية في منطقة فردان المحصنة وجرى بناء دفاع أكثر شمولًا في العمق. أمر فيليب بيتان بعدم التراجع وأن الهجمات الألمانية يجب أن تواجه بهجوم مضاد، على الرغم من تعريض المشاة الفرنسيين لنيران المدفعية الألمانية. وبحلول 29 مارس، بدأت المدافع الفرنسية على الضفة الغربية قصفًا مستمرًا للألمان على الضفة الشرقية، ما تسبب في سقوط العديد من ضحايا المشاة. امتد الهجوم الألماني إلى الضفة اليسرى (الغربية) لنهر الميز، للحصول على المراقبة والقضاء على نيران المدفعية الفرنسية فوق النهر لكن الهجمات فشلت في الوصول إلى أهدافها.
في أوائل مايو، غير الألمان تكتيكاتهم مرة أخرى وقاموا بهجمات محلية وهجمات مضادة؛ استعاد الفرنسيون جزءًا من حصن دومان، لكن بعد ذلك طردهم الألمان واعتقلوا العديد من الأسرى. حاول الألمان جعل هجماتهم متناوبة على جانبي نهر الميز، وفي يونيو استولوا على حصن فو. تقدم الألمان نحو الأهداف الجغرافية الأخيرة للخطة الأصلية، في فلوري دوفان دومان وحصن سوفيل، وشكلوا نتوءًا ضمن الدفاعات الفرنسية. واحتلت فلوري وجاء الألمان على بعد 4 كيلومترات (2 ميل) من قلعة فردان ولكن في يوليو توقف الهجوم لتوفير القوات والمدفعية والذخيرة لمعركة السوم، ما أدى إلى نقل مماثل للجيش العاشر الفرنسي إلى جبهة السوم. ومن 23 يونيو حتى 17 أغسطس، تبدلت السيطرة على فلوري ست عشرة مرة، وفشل هجوم ألماني على حصن سوفيل. وجرى إبطاء الهجوم بشكل أكبر ولكن لإبقاء القوات الفرنسية في منطقة فردان المحصنة، بعيدًا عن السوم، واستخدمت الخدع لتمويه التغيير.
في سبتمبر وديسمبر، استعادت الهجمات الفرنسية المضادة الكثير من الأراضي على الضفة الشرقية واستعادت حصن دوماون وحصن فو. استمرت المعركة 302 يومًا، وهي الأطول والأكثر تكلفة في تاريخ البشرية. في عام 2000، قدر هاينس هير وكلاوس ناومان أن الفرنسيين خسروا 377.231 ضحية والألمان 337.000، أي ما مجموعه 714.231 ضحية، ومتوسط 70.000 في الشهر. في عام 2014، كتب ويليام فيلبوت عن 976.000 ضحية في عام 1916، و1.250.000 في المنطقة المجاورة أثناء الحرب. وفي فرنسا، أصبحت المعركة ترمز إلى تصميم الجيش الفرنسي والدمار الذي خلفته الحرب.

## الخلفية

### التطورات الاستراتيجية
بعد توقف الغزو الألماني لفرنسا في معركة مارن الأولى في سبتمبر عام 1914، انتهت حرب الحركة في معركة إيسر ومعركة إيبرس الأولى. بنى الألمان تحصينات ميدانية للاحتفاظ بالأرض التي جرى الاستيلاء عليها في عام 1914 وبدأ الفرنسيون حرب الحصار لاختراق الدفاعات الألمانية واستعادة الأراضي المفقودة. وفي أواخر عام 1914 وعام 1915، فشلت الهجمات على الجبهة الغربية في كسب الكثير من الأرض وكانت مكلفة للغاية من ناحية الخسائر. ووفقًا لمذكراته التي كتبها بعد الحرب، يعتقد رئيس أركان حرب ألمانيا، إريش فون فالكنهاين أنه على الرغم من أنه لم يعد من الممكن تحقيق النصر بمعركة حاسمة، لكن كان ما يزال من الممكن هزيمة الجيش الفرنسي إذا تكبد عددًا كافيًا من الضحايا. قدم فالكنهاين خمسة فيالق من الاحتياطي الاستراتيجي لشن هجوم على فردان في بداية فبراير عام 1916، ولكن فقط لشن هجوم على الضفة الشرقية لنهر الميز. اعتبر فالكنهاين أنه من غير المحتمل أن يكون الفرنسيون راضين عن فردان. وكان يعتقد أنهم قد يرسلون جميع احتياطاتهم إلى هناك ويبدأون هجومًا مضادًا في مكان آخر أو يقاتلون للسيطرة على فردان بينما يشن البريطانيون هجوم إغاثة. وبعد الحرب، كتب القيصر فيلهلم الثاني وغيرهارد تابين، مسؤول العمليات في القيادة العليا للجيش القيصري الألماني (المقر العام)، أن فالكنهاين يعتقد أن الاحتمال الأخير كان الأرجح.
من خلال الاستيلاء على فردان أو التهديد باحتلالها، توقع الألمان أن يرسل الفرنسيون جميع احتياطاتهم، والتي ستضطر بعد ذلك إلى مهاجمة مواقع دفاعية ألمانية آمنة مدعومة باحتياطي مدفعي قوي. في هجوم غورليس - تارنو (من 1 مايو حتى 19 سبتمبر عام 1915)، هاجمت الجيوش الألمانية والنمساوية المجرية الدفاعات الروسية من الأمام، بعد سحقها بكميات كبيرة من المدفعية الثقيلة. خلال معركة شامبانيا الثانية (معركة خريف Herbstschlacht) من 25 سبتمبر حتى 6 نوفمبر عام 1915، عانى الفرنسيون من «خسائر غير عادية» من المدفعية الألمانية الثقيلة، والتي اعتبرها فالكنهاين تقدم مخرجًا من معضلة الدونية المادية وتزايد قوة الحلفاء. وفي الشمال، كان من شأن هجوم الإغاثة البريطاني أن يضعف الاحتياطات البريطانية، دون أي تأثير حاسم، لكنه يخلق الظروف لهجوم مضاد ألماني بالقرب من أراس.
التقطت المخابرات العسكرية الهولندية تلميحات حول مخطط فالكنهاين ونقلتها إلى البريطانيين في ديسمبر. كانت الاستراتيجية الألمانية هي خلق حالة عملياتية مواتية دون هجوم جماعي، والتي كانت مكلفة وغير فعالة عندما جربها الفرنسيون والبريطانيون، من خلال الاعتماد على قوة المدفعية الثقيلة لإلحاق خسائر جماعية. كان هجوم محدود في فردان من شأنه أن يؤدي إلى تدمير الاحتياطي الاستراتيجي الفرنسي في هجمات مضادة غير مثمرة وهزيمة الاحتياطيات البريطانية في هجوم إغاثة غير مجدي، مما يؤدي إلى قبول الفرنسيين بسلام منفصل. إذا رفض الفرنسيون التفاوض، تبدأ المرحلة الثانية من الاستراتيجية، وهي مهاجمة الجيوش الألمانية للجيوش الفرنسية البريطانية الضعيفة بشكل قاضٍ، وإزالة بقايا الجيوش الفرنسية وطرد البريطانيين من أوروبا. لتحقيق هذه الاستراتيجية، احتاج فالكنهاين إلى تأخير الاحتياطي الاستراتيجي بما يكفي لهجمات الإغاثة الأنجلو-فرنسية ثم شن هجوم مضاد، ما حد من عدد الفرق التي يمكن إرسالها إلى الجيش الخامس في فردان، من أجل Unternehmen Gericht (عملية الحكم).
تقع منطقة فردان المحصنة في نتوء تشكل خلال الغزو الألماني عام 1914. وكان القائد العام للجيش الفرنسي، الجنرال جوزيف جوفري، قد انتهى من الاستيلاء السريع على الحصون البلجيكية في معركة لياج. وفي حصار نامور عام 1914، أصبحت الدفاعات الثابتة قديمة بسبب مدافع الحصار الألمانية. وفي توجيه من هيئة الأركان العامة في 5 أغسطس عام 1915، كان من المقرر تجريد منطقة فردان المحصنة من 54 بطارية مدفعية و128000 طلقة ذخيرة. ووضعت خطط لهدم حصني دومان وفو لحرمان الألمان منهما، وأضيف 5000 كغم (11000 رطل) من المتفجرات بحلول وقت الهجوم الألماني في 21 فبراير. وترك 18 حصنًا كبيرًا وبطاريات أخرى حول فردان بأقل من 300 بندقية واحتياطي صغير من الذخيرة بينما تم تحويل حامياتهم إلى أطقم صيانة صغيرة. وقطع خط السكك الحديدية من الجنوب إلى فردان خلال معركة فليري في عام 1914، مع خسارة سان ميخيل؛ قطع الخط الغربي الممتد من فردان إلى باريس في أوبريفيل في منتصف يوليو 1915 من قبل الجيش الألماني الثالث، الذي هاجم جنوبًا عبر غابة أرغون لمعظم العام.